# Juditha caucana
Juditha caucana is een vlindersoort uit de familie van de prachtvlinders (Riodinidae), onderfamilie Riodininae.
Juditha caucana werd in 1911 beschreven door Stichel.